# Marlies Göhrová
Marlies Göhrová rozená Oelsnerová (* 21. března 1958, Gera, Durynsko) je bývalá východoněmecká atletka, sprinterka.

## Osobní rekordy
Hala
- 50 m - (6,12 s - 2. února 1980, Grenoble)
- 60 m - (7,07 s - 1. února 1986, Liévin)

Dráha
- 100 m - (10,81 s - 8. června 1983, Berlín)
- 200 m - (21,74 s - 3. června 1984, Erfurt)